# Thanjavur
Thanjavur, tên cũ Tanjore, là một thành phố ở bang Tamil Nadu miền Nam Ấn Độ. Thanjavur là một trung tâm lớn của kiến trúc, nghệ thuật và tôn giáo Nam Ấn Độ. Đa số các đền thờ thời Chola (được UNESCO công nhận là di sản thế giới), nằm trong và quanh Thanjavur. Đền nổi tiếng nhất là số này, đền Brihadeeswara, tọa lạc tại trung tâm thành phố. Thanjavur là nơi khởi nguồn của mỹ thuật Thanjavur, phong cách vẽ tranh riêng của vùng.
Đây là trung tâm của huyện Thanjavur. Nó nằm ở châu thổ Cauvery, nơi được mệnh danh là "vựa lúa của Tamil Nadu". Thanjavur có diện tích 36,33 km2 (14,03 dặm vuông Anh) với dân số chừng 222.943 người (2011). Đường sắt là con đường chính để đến thành phố. Sân bay gần nhất là sân bay quốc tế Tiruchirapalli, cách thành phố 59,6 km (37,0 mi). Cảng biển gần nhất là cảng Karaikal, cách 94 km (58 mi).